# Gluta obovata
Gluta obovata är en sumakväxtart som beskrevs av William Grant Craib. Gluta obovata ingår i släktet Gluta och familjen sumakväxter. Inga underarter finns listade i Catalogue of Life.